# 703.ª Divisão de Infantaria (Alemanha)
A 703ª Divisão de Infantaria (em alemão:703. Infanterie-Division) foi uma unidade militar que serviu no Exército alemão durante a Segunda Guerra Mundial.

## Comandantes
| Comandante                | Data                                    |
| ------------------------- | --------------------------------------- |
| Generalmajor Hans Hüttner | 22 de março de 1945 - 8 de maio de 1945 |

## Área de operações
| Países Baixos & Alemanha | de março de 1945 - maio de 1945 |